# Système de classification Info-Muse pour les musées de beaux-arts et d'arts décoratifs
Le système de classification Info-Muse pour les musées de beaux-arts et d’arts décoratifs est un outil de gestion destiné aux institutions muséales canadiennes, qui, depuis 1995, a pour modèle l'Art & Architecture Thesaurus (en)(AAT),. Ce système a vu le jour grâce au travail de recherche de Thérèse Labbé, qui était alors consultante en muséologie. Ses réflexions ont été enrichies par l’aide des représentants de la Fondation David M. Stewart, du Musée d’art contemporain de Montréal, du Musée David M. Stewart, du Musée des arts décoratifs de Montréal, du Musée des Sœurs grises de Montréal, du Musée national des beaux-arts du Québec, du Réseau canadien d'information sur le patrimoine et du Réseau Info-Muse.
Le système a connu une révision en 2006 afin de s’adapter aux changements liés à la diversification des pratiques en art contemporain.
Ce système est disponible en anglais et en français.

## Définition, rôle et utilité
Le système de classification a pour but de réunir, de hiérarchiser et d'organiser l'ensemble des objets des collections d'un musée. Il permet d'obtenir un panorama des collections ainsi que d'en tirer la meilleure compréhension. Ainsi, une collection peut être plus facilement cohérente puisque le système peut mettre en évidence les points communs et les différences au sein de celle-ci. Par ailleurs, le système de classification privilégie le développement de réflexions au sujet des axes de collectionnement, des biais de recherche et des chemins de diffusion à favoriser. Il a pour rôle de consolider et renforcer l'harmonie des collections au sein d'une même institution.

## L'organisation du système
Ce système de classification s’appuie sur des sous-groupes, catégories et sous-catégories spécifiques aux disciplines artistiques et métiers d’art. Des règles précises lui permettent de fonctionner rigoureusement, parmi elles, les codes de mesures des objets d’art. Un index des champs de la base de données Info-Muse de la Société des musées du Québec oriente la classification des informations concernant l’objet d’art.
L'organisation méthodique des informations sur chaque objet d'une collection se caractérise par deux types d'informations :
- intrinsèque, autrement dit liée aux caractéristiques physiques de l'objet (dimensions, matériaux, description physique)
- extrinsèque, c'est-à-dire associée à la vie et à la connaissance scientifique de l'objet (l'artiste, l'origine, l'utilisation, etc.)

Ces informations apparaissent sur divers supports (fiche manuscrite, dossier d'exposition, registre de localisation, etc.). Ainsi, le système permet de rassembler et d'ordonner celles-ci sur un seul et même support pour offrir une lecture claire et précise de ces informations.
Le suivi et la conservation des objets sont alors facilités ainsi que la compréhension, l'utilisation et la diffusion des collections.
Ce système de classification Info-Muse se compose de deux sous-groupe « Art » de l’AAT qui sont les « Beaux-arts » et les « Arts décoratifs ». La première catégorie regroupe les œuvres d'art créées pour leur contemplation et concerne l’ensemble des disciplines artistiques. La seconde catégorie rassemble des objets de décoration ou d'usage pratique qu'ils aient ou non une valeur esthétique. Les sous-catégories s’apparentent aux diverses familles ou groupes de métiers d’art et à leur application à l’industrie.

### Liste des catégories et sous catégories[8]
| Beaux-Arts           | Arts décoratifs       |
| -------------------- | --------------------- |
| Dessin               | Bijou                 |
| Fibre/Papier-matière | Bois/Menuiserie d'art |
| Estampe              | Céramique             |
| Installation         | Costume               |
| Livre/Album          | Design industriel     |
| Multimédia           | Émaux                 |
| Peinture             | Graphisme             |
| Photographie         | Ivoire                |
| Sculpture            | Jeu/Jouet             |
| Techniques mixtes    | Métaux                |
| Vidéo/Film           | Métiers divers        |
|                      | Mobilier              |
|                      | Mosaïque              |
|                      | Numismatique          |
|                      | Orfèvrerie            |
|                      | Papier peint          |
|                      | Reliure               |
|                      | Textile               |
|                      | Verre                 |
|                      | Vitrail               |

### La normalisation des mesures
Le Réseau Info-Muse tend à établir des règles écrites pouvant s'appliquer à chaque institution dans le but d'assurer une normalisation des mesures d'objet. L'identification des mesures se réalise en fonction du type de l'objet. En effet, les dimensions sont des informations précieuses qui permettent de fournir les données nécessaires à la mise en exposition et en réserve tout comme à la mise en caisse des objets. Ces règles sont amenées à varier selon l'institution ou la collection concernée. La Société des Musées du Québec propose ainsi des règles générales et spécifiques afin de guider les utilisateurs du système.